# Centro (São Carlos)
O Centro de São Carlos (conhecido como Cidade) é a região onde se concentra grande parte do comércio e dos serviços da cidade de São Carlos. Sua área é de aproximadamente 1,5 km² em forma retangular, sendo dividido em centro velho e centro novo, e estrá  delimitado pelos seguintes logradouros: avenida Dr. Carlos Botelho, rua São Paulo, rua Silvério Ignara Sobrinho, avenida São Carlos, rua Santa Cruz, praça Antonio Prado, rua Riachuelo, e praça da XV.

## História
A cidade teve sua fundação oficial como Distrito de Paz e Subdelegacia de São Carlos do Pinhal (Araraquara)  com a construção de uma capela em área doada pelo pai do futuro Conde do Pinhal em 4 de novembro de 1857, no lugar onde hoje está a Catedral de São Carlos que é considerado o marco zero da cidade, localizada em frente ao antigo Jardim Público. A cidade desenvolveu-se ao redor da paróquia, e a partir do fim do século XIX com a chegada da energia elétrica, do bonde e da ferrovia, começaram a surgir bairros como a atual Vila Nery, a Vila Bela Vista e a Vila Prado.

## Características
- O centro de São Carlos é em declive e aclive e sob ele passa  o Córrego do Gregório que quando chove muito, inunda toda a região do Mercado Municipal de São Carlos
- A maior parte das ruas e calçadas é larga, o que facilita a vida dos pedestres, automóveis e outros.